# Heinz Gloth
Heinz Heinrich Karl Gloth (* 6. März 1939 in Steigerthal; † 16. August 2015 in Freiberg) war ein deutscher Bergbauingenieur und Hochschullehrer.

## Leben
Heinz Gloth legte 1957 in Nordhausen das Abitur ab, anschließend ließ er sich im Schachtbau Nordhausen zum Betriebsschlosser ausbilden. Von 1959 bis 1964 studierte er Tiefbohrtechnik und Erdölgewinnung an der Bergakademie Freiberg, danach arbeitete er als Diplom-Ingenieur beim Schachtbau Nordhausen.
Im Jahr 1970 kehrte er an die Bergakademie Freiberg zurück. Er wirkte fünf Jahre lang als wissenschaftlicher Assistent an der Sektion Geotechnik und Bergbau, 1975 wurde er wissenschaftlicher Oberassistent. Am 17. Dezember 1976 wurde er an der Bergakademie zum Dr.-Ing. promoviert. 1980 erwarb er die Lehrbefähigung für das Fachgebiet Bohrtechnik, 1984 absolvierte er die Promotion B. Von 1985 bis 1991 leitete Heinz Gloth den Wissenschaftsbereich Bohrtechnik und Fluidbergbau. 1986 wurde er zum Professor für Bohrtechnik und Fluidbergbau berufen, von 1992 bis 2005 war er Professor für Tiefbohrtechnik. Heinz Gloth starb 2015 in Freiberg.

## Veröffentlichungen (Auswahl)
- Entwicklung eines Triaxialgerätes für hohe Drücke und Durchführung von Festigkeitsuntersuchungen an Gesteinen unter besonderer Berücksichtigung des Einflusses von Porenraumdrücken, Dissertation, 1976
- Weiterentwicklungen von Ausrüstungen und Technologien zur Erhöhung der Gewinnung von komplexen Informationen aus geologischen Erkundungsbohrungen, Dissertation B, 1984